# Perły jaskiniowe

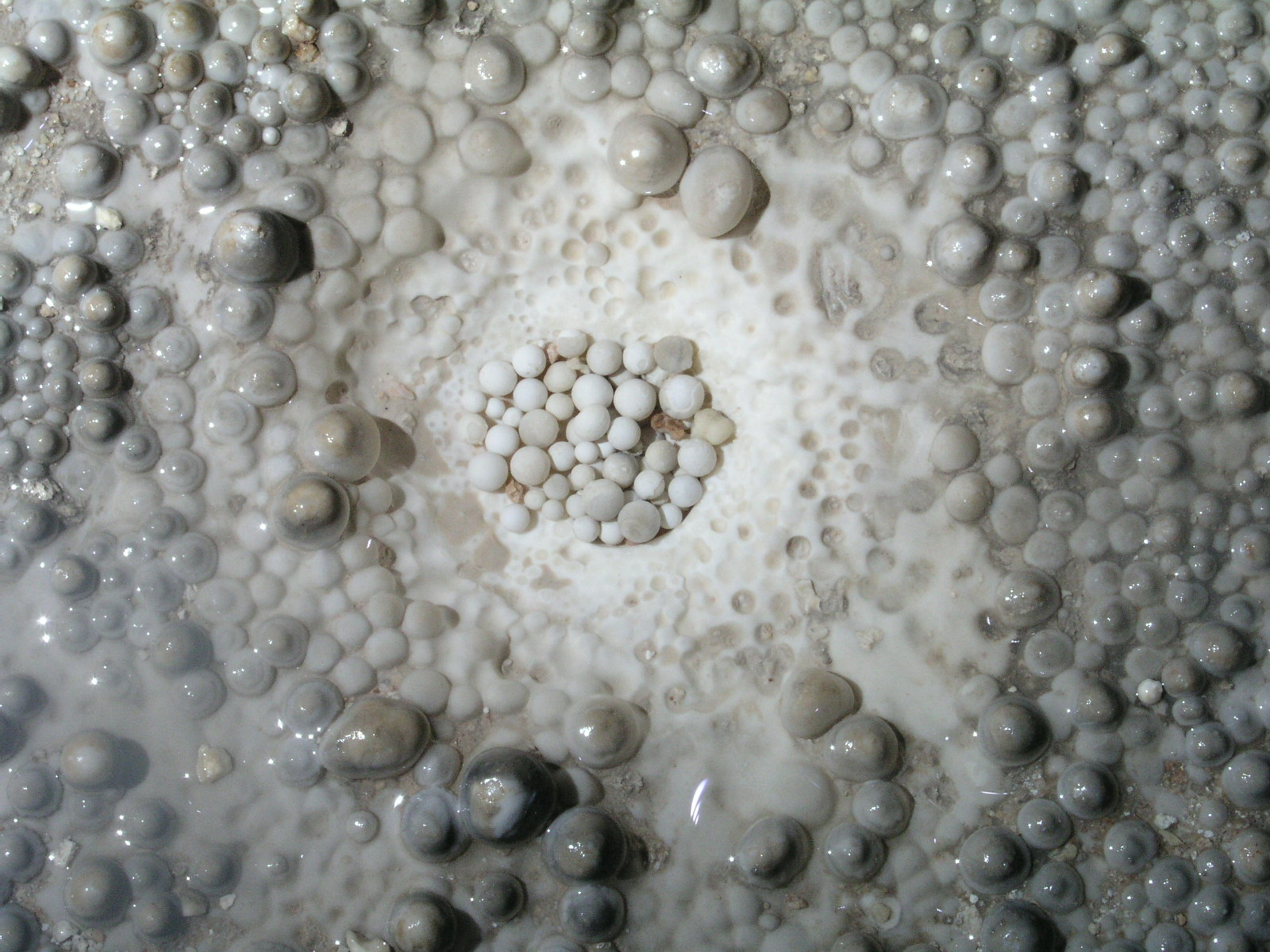
Perły jaskiniowe

Perły jaskiniowe – rodzaj pizoidów, będących formami krasu podziemnego, powstającymi na dnie jaskini w zagłębieniach wypełnionych wodą pozostającą w ruchu.
Luźno spoczywające na dnie zagłębienia wodnego w jaskini ziarna obtaczane są przez wytrącony węglan wapnia, w wyniku czego tworzą się wapienne kulki o różnej średnicy, których powierzchnia jest chropowata – pizoidy. Natomiast przy burzliwych ruchach wód jeziorka powstają podobne do pizoidów perły o powierzchni gładkiej i często błyszczącej.
Wielkość pereł jaskiniowych jest różna. Najczęściej spotykane nie przekraczają wielkości ziarna grochu, większe sięgają wymiarów owocu wiśni. W jaskini Cueva del Amistad na Kubie, na górnym, całkiem suchym piętrze jaskini, znaleziono perły których rozmiary dochodziły do wielkości pomarańczy.
Materiał stanowiący ośrodek koncentracji może być różny, np. ziarna piasku lub okruchy wapienne. W kubańskiej jaskini Cueva del Pirata znaleziono perły, w których jądrem koncentracji były muszle ślimaków słodkowodnych.
Wokół pereł jaskiniowych przez długi czas narastała swoista legenda. Jeszcze w połowie XX w. powszechne było przekonanie, że są one wyjątkową rzadkością. Znany francuski speleolog Norbert Casteret pisał, iż zobaczył je po raz pierwszy po wielu latach bezskutecznych poszukiwań. Każda informacja o odkryciu pereł jaskiniowych była pilnie notowana. Jeszcze w 1961 r. pisano, iż wiadomość o odkryciu w jednej z jaskiń Kaukazu około 30 pereł wywoływała sensację wśród speleologów. Obecnie wiemy, że są to dość często spotykane twory przyrody, występujące również w niektórych jaskiniach polskich.

## Występowanie w Polsce
- Jaskinia Raj w Górach Świętokrzyskich
- Jaskinia Nietoperzowa na Wyżynie Krakowsko-Częstochowskiej
- Jaskinia Niedźwiedzia w Sudetach
- Jaskinia Sąspowska w Ojcowskim Parku Narodowym
- Szczelina Chochołowska w Tatrach Zachodnich[1]
- Jaskinia Czarna w Tatrach Zachodnich
- Zamek Książ[4]
- Kopalnia rud ołowiu, srebra i cynku wraz z systemem gospodarowania wodami podziemnymi w Tarnowskich Górach w Tarnowskich Górach oraz odkrywka "Blachówka"[5].